# Leentje Grillaert
Leentje Grillaert, née le 5 septembre 1980 à Wetteren, est une femme politique belge, membre du Christen-Democratisch en Vlaams (CD&V).

## Biographie
Leentje Grillaert nait le 5 septembre 1980 à Wetteren.
Aux élections législatives fédérales de 2024, Leentje Grillaert est élue à la Chambre des Représentants.